# Roman Kostomarov

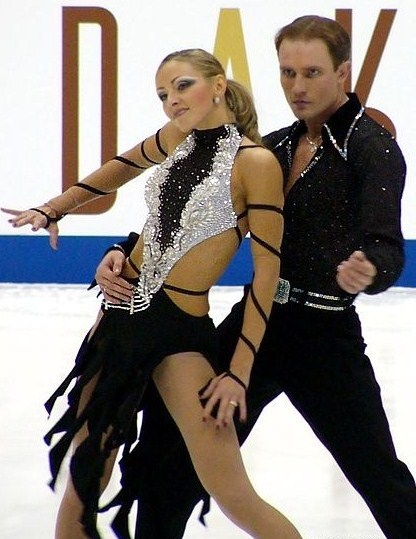
Roman Kostomarov

Roman Sergejevitsj Kostomarov (Russisch: Роман Сергеевич Костомаров) (Moskou, 8 februari 1977) is een Russische voormalig kunstschaatser.
Kostomarov is actief in het ijsdansen en zijn vaste sportpartner is Tatjana Navka en zij worden gecoacht door Alexander Zhulin. Voorheen reed hij onder andere met Ekaterina Dadydova (met haar werd hij wereldkampioen bij de junioren in 1996) en Anna Semenovich.
Navka en Kostomarov schaatsten voor het eerst samen in 1998, maar besloten na één jaar alweer uit elkaar te gaan. Terwijl Kostomarov verder schaatste met zijn nieuwe partner Anna Semenovich, trouwde Navka in 2000 met haar jeugdliefde en coach Alexander Zhulin. Samen kregen zij eveneens in 2000 hun dochtertje Sacha. Kort daarop belde Kostomarov haar weer op en stelde voor om wederom samen te gaan schaatsen, waar Navka positief tegenover stond. Kostomarov trouwde op zijn beurt in 2004 met de meervoudig Oostenrijks kampioene Julia Lautova. Het huwelijk eindigde later in een scheiding. Kostomarov is sinds 2014 getrouwd met Oksana Domnina, het stel heeft samen een dochter en een zoon.
Op 10 januari 2023 werd Kostomarov opgenomen in het ziekenhuis met een coronabesmetting die een bloedvergiftiging veroorzaakte. Terwijl hij in het ziekenhuis lag liep hij necrose op, zijn linkervoet begon zwart te kleuren, waarna artsen een operatie uitvoerden om te zorgen dat verdere afsterving zou stoppen. Later bleek ook zijn andere voet beschadigd te zijn waarna zijn voeten geamputeerd werden. Later bleken ook dat zijn handen zodanig beschadigd waren dat deze ook verwijderd moesten worden.
| records                | punten | datum      | toernooi           |
| ---------------------- | ------ | ---------- | ------------------ |
| Hoogste totaalscore    | 227.81 | 18-03-2005 | WK 2005            |
| Hoogste verplichte kür | 45.97  | 15-03-2005 | WK 2005            |
| Hoogste originele kür  | 68.67  | 17-03-2005 | WK 2005            |
| Hoogste vrije kür      | 117.14 | 23-11-2003 | Cup of Russia 2003 |

## Belangrijke resultaten
met partner Tatiana Navka, * met partner Ekaterina Dadydova en ** met partner Anna Semenovich
| Kampioenschap          | 1996 | 1997 | 1998 | 1999 | 2000   | 2001 | 2002 | 2003  | 2004 | 2005 | 2006 |
| ---------------------- | ---- | ---- | ---- | ---- | ------ | ---- | ---- | ----- | ---- | ---- | ---- |
| Olympische Spelen      |      |      |      |      |        |      | 10e  |       |      |      | Goud |
| Wereldkampioenschap    |      |      |      | 12e  | 13e ** | 12e  | 8e   | 4e    | Goud | Goud |      |
| Europees Kampioenschap |      |      |      | 11e  | 10e ** | 9e   | 7e   | Brons | Goud | Goud | Goud |
| WK junioren            | *    |      |      |      |        |      |      |       |      |      |      |

1976: Ljoedmila Pachomova / Aleksandr Gorsjkov ·
1980: Natalja Linitsjoek / Gennadi Karponossov ·
1984: Jayne Torvill / Christopher Dean ·
1988: Natalja Bestemjanova / Andrej Boekin ·
1992: Marina Klimova / Sergej Ponomarenko ·
1994: Oksana Grisjtsjoek / Jevgeni Platov ·
1998: Oksana Grisjtsjoek / Jevgeni Platov ·
2002: Marina Anissina / Gwendal Peizerat ·
2006: Tatjana Navka / Roman Kostomarov ·
2010: Tessa Virtue / Scott Moir ·
2014: Meryl Davis / Charlie White ·
2018: Tessa Virtue / Scott Moir ·
2022: Gabriella Papadakis / Guillaume Cizeron